# Valgus smithii
Valgus smithii är en skalbaggsart som beskrevs av Macleay 1838. Valgus smithii ingår i släktet Valgus och familjen Cetoniidae. Inga underarter finns listade i Catalogue of Life.